# 阿瑜陀耶古城
14°20′52.008″N 100°33′38.016″E / 14.34778000°N 100.56056000°E
阿瑜陀耶古城（皇家轉寫：Nakhon Prawattisat Phranakhonsi-ayutthaya），又稱大城遺址，位于泰国大城府（阿瑜陀耶府），为阿瑜陀耶王朝国都遗址所在地。1767年，阿瑜陀耶王朝终结，国都被缅甸军队攻占、摧毁。后人在旧城废墟东几公里处重建新城，即今日之阿瑜陀耶（大城）。1991年，阿瑜陀耶古城入选世界遗产。

## 历史
阿瑜陀耶始建于公元1350年前后，是泰国历史上继素可泰之后的第二个国都。阿瑜陀耶较素可泰更靠近柬埔寨，因为拉马铁菩提一世有志于将高棉纳为自己的附庸。
阿瑜陀耶在14世纪至18世纪时极为繁荣，是当时世界上最大、国际化程度最高的城市之一，重要的全球外交和商业中心。阿瑜陀耶建于一座岛屿之上，周围环绕三条河流——湄南河、巴塞河和华富里河。当时择定建城于此，是因为这里高于暹罗湾涨潮时的水位，可以避免其他国家沿海而入的进攻，也有助于抵御季节性的洪涝灾害。城市的交通路网有着系统的规划，主要建筑周围均有道路、运河、沟渠环绕。城市最大地利用了周边的三条河流，通过独特的水力系统对河水进行管理，其技术在当时是极为先进的。
阿瑜陀耶坐落于暹罗湾湾头这一理想的地理位置：与印度和中国的距离几乎相等，上游地势又可以有效应对扩张中的阿拉伯和欧洲势力，以便阿瑜陀耶王朝扩大和巩固自己的力量，填补吴哥王朝衰落后所留下的中南半岛地区势力真空。阿瑜陀耶因而成为了地区性和世界性的经济、贸易中心，连接东西方的重要纽带。阿瑜陀耶王朝与世界各地的诸多国家互遣外交使臣，包括葡萄牙、西班牙、英国、荷兰、法国、莫卧儿印度、中国和日本。外国人在政府中任职，也在阿瑜陀耶的城市中生活；外国商人和传教士则居住在皇宫下游，带来了各自的建筑风格，从现存的艺术作品和建筑遗址中还能领略到外国人对阿瑜陀耶的影响。
1765年，暹缅战争爆发。缅甸军队围困阿瑜陀耶长达14个月，最终于1767年攻入城内，三万泰人沦为俘虏。缅军放火焚烧民居、寺庙和王宫，搜刮财物，并屠杀拒绝供出财物埋藏地点的俘虏。在十五天的烧杀掳掠之后，阿瑜陀耶几乎被夷为平地，毁坏殆尽。:110
城市再也没有在原处重建，废墟保留至今，成为考古学遗址，只剩下断壁残垣，让今人可以窥见其曾经的辉煌。

## 突出普遍价值
阿瑜陀耶古城一方面显示了大城文明自身的独创性，另一方面反映出其吸收、消化外来潮流的能力。城市内的大型宫殿和寺庙——如瑪哈泰寺和帕喜善佩寺——在展现营造者经济之雄厚、工艺之精巧的同时，也是其背后文化传统的体现。如帕西讪佩寺的三座佛塔，两座为拉马铁菩提二世所建，分别供奉其父兄骨灰，第三座为拉马铁菩提二世逝世后，他的儿子为供奉其骨灰所建；泰国用佛塔存放国王骨灰的习俗即由此开始。
从城市建立到素可泰王朝终结（1350-1438年）是阿瑜陀耶艺术的第一个阶段，以本地传统风格为主，同时受到素可泰文化的强烈影响。到了第二个阶段、即战争时期（1438-1628年），在多元文化的影响下，真正的“民族”艺术终于诞生。建筑方面的一大特色为“邦塔”，是素可泰文化中没有的；另一特色是壁画的广泛流行，如拉乍布拉那寺（[Wat Ratchaburana] 错误：{{Lang}}：语言标签：latn 无法识别（帮助））的地宫中就有大量壁画装饰。西化时期（1628-1733年），国门打开，西方文化的痕迹也在阿瑜陀耶艺术中得到显现。在最后一个阶段（1733-18世纪末），素可泰、吴哥、日本、中国、印度、波斯和欧洲的影响都被吸纳、同化，多种风格的折衷融合创造出发达而独特的多元文化，暹罗艺术进入了丰富盛大的风格主义时期，为后来却克里王朝艺术、建筑的流行风格奠定了基础。
联合国教科文组织认为，阿瑜陀耶古城符合世界文化遗产评定标准的第三项，并评价说：“阿瑜陀耶古城是对真正的泰民族艺术所诞生的时代的杰出见证。”

## 阿瑜陀耶與曼谷
阿瑜陀耶王朝覆灭后，后继王朝往湄南河下游方向迁都，建造了新城市——曼谷。曼谷在设计和建造时，有意识地以阿瑜陀耶的城市规划和建筑样式为模板。从阿瑜陀耶逃出来的建筑师和营造工匠许多都被召去参与新首都的建设。这种复制城市的行为来源于一种观念，即认为神话中的完美之城阿约提亚应该是世界上所有城市的样板。
时至今日，在泰语中，曼谷市名全称里仍包含“阿瑜陀耶”一词：（[Krungthepmahanakhon Amonrattanakosin Mahintharayutthaya Mahadilokphop Noppharatratchathaniburirom Udomratchaniwetmahasathan Amonphimanawatansathit Sakkathattiyawitsanukamprasit] 错误：{{Lang}}：语言标签：latn 无法识别（帮助））。
「阿瑜陀耶」在梵語中的意思是「不可戰勝」。

## 阿瑜陀耶遗址公园
1967年，阿瑜陀耶遗址辟为阿瑜陀耶遗址公园，包括全岛及周边相关村镇，如日本人村等。申报世界遗产的阿瑜陀耶古城则只包括主岛的中部和西南部。

## 相片集

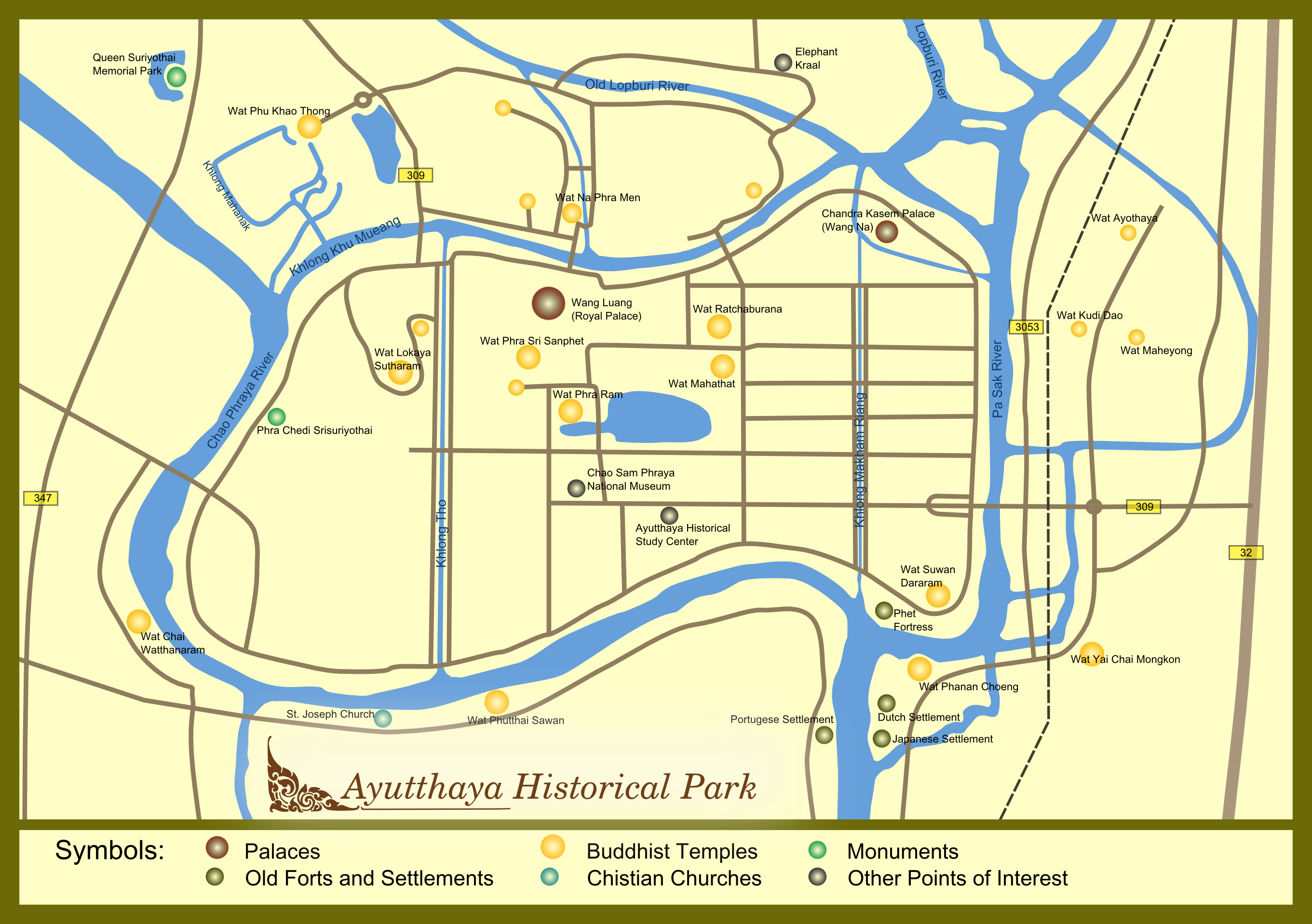
阿瑜陀耶遗址公园地图
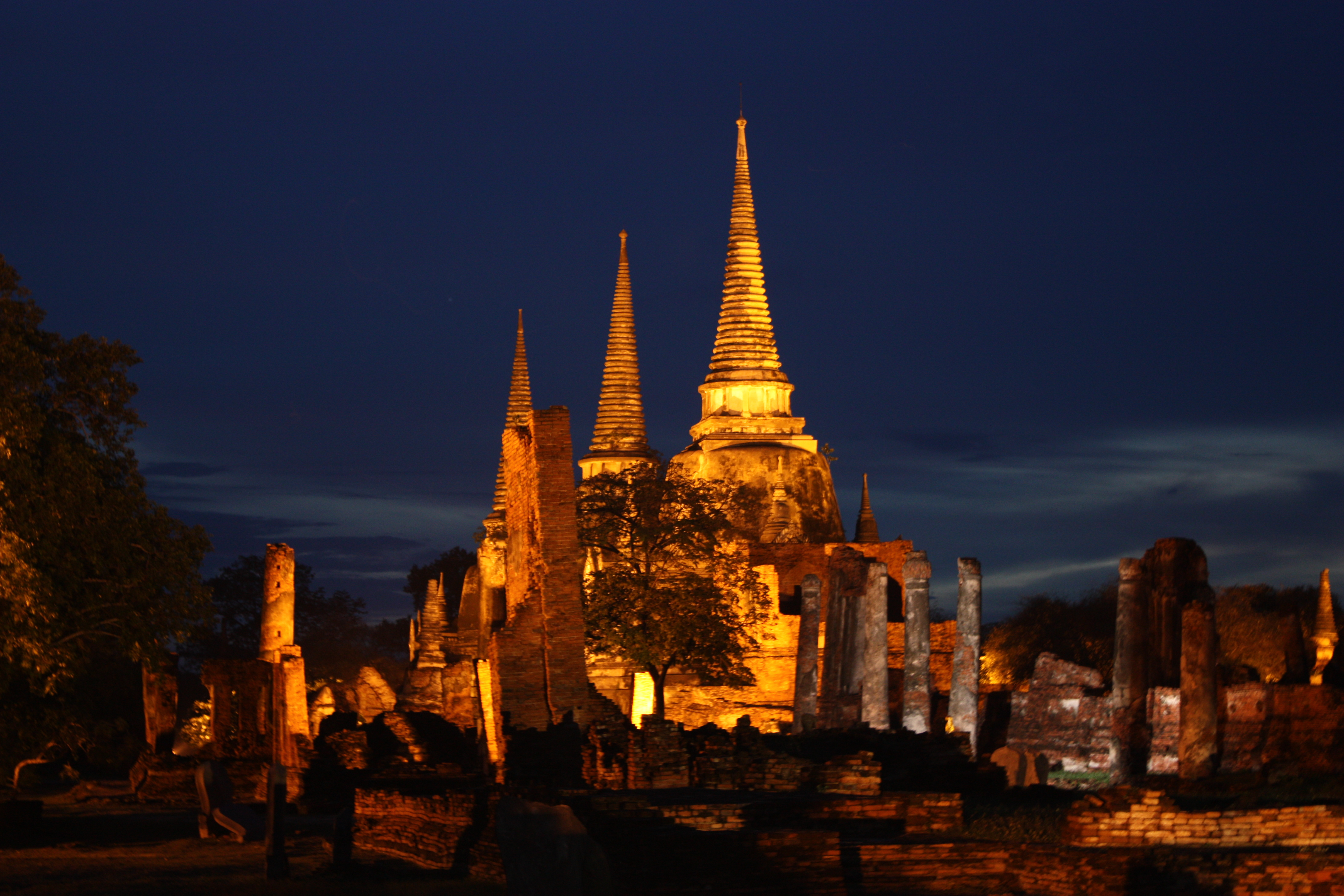
帕喜善佩寺
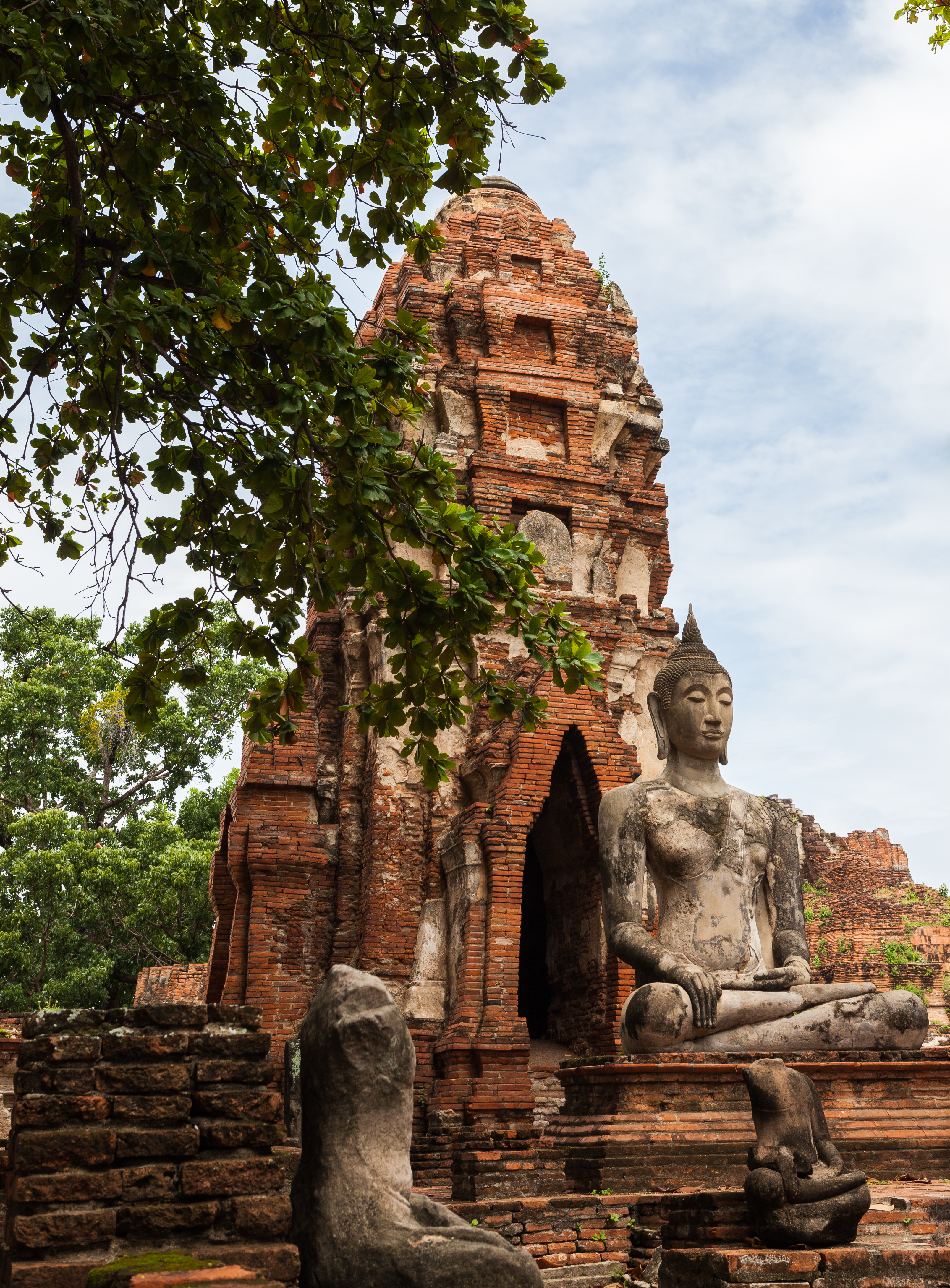
瑪哈泰寺 （
[Wat Mahathat] 错误：{{Lang}}：语言标签：latn 无法识别（帮助））
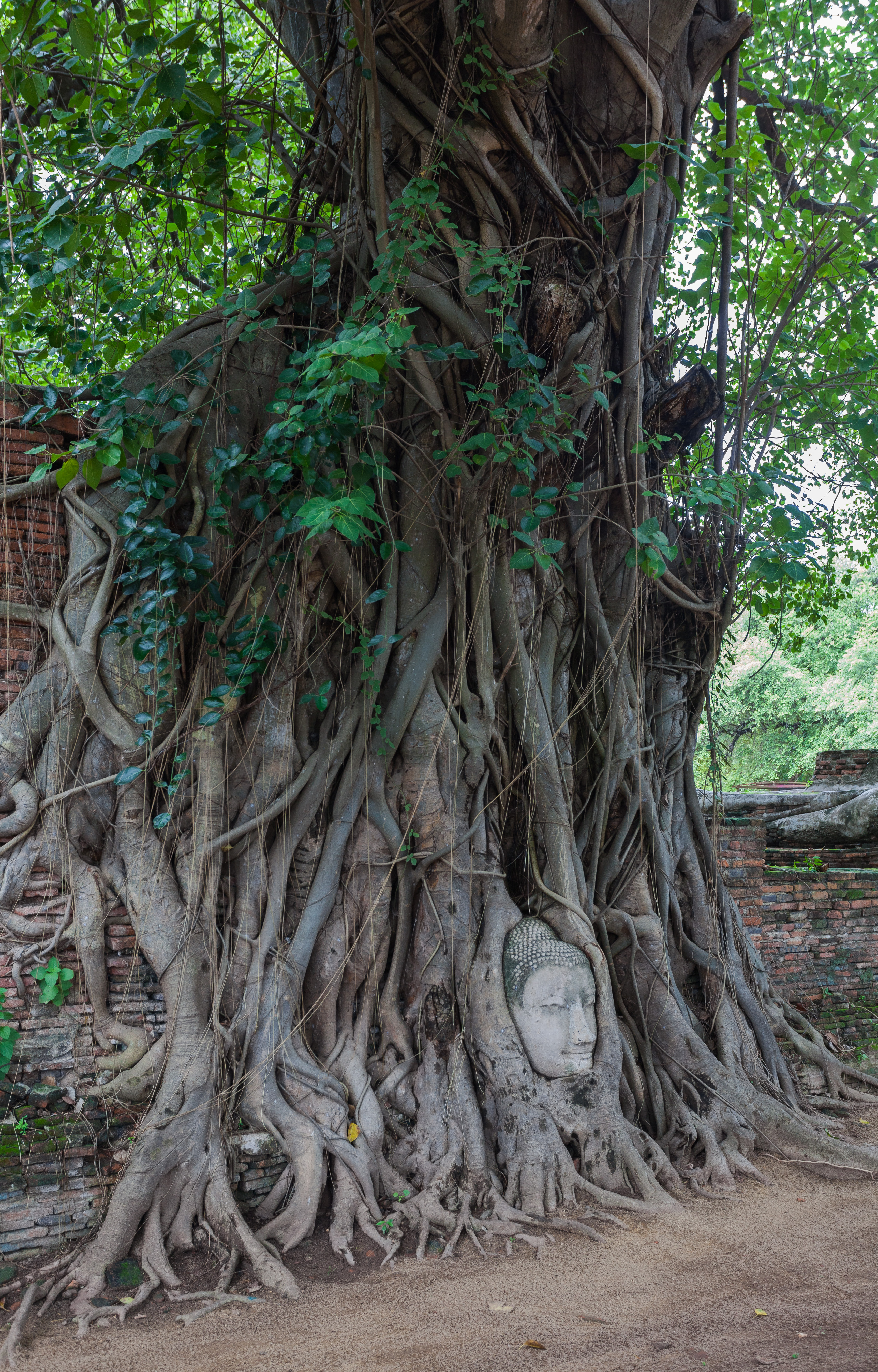
瑪哈泰寺中被榕树根紧紧缠绕的佛头像
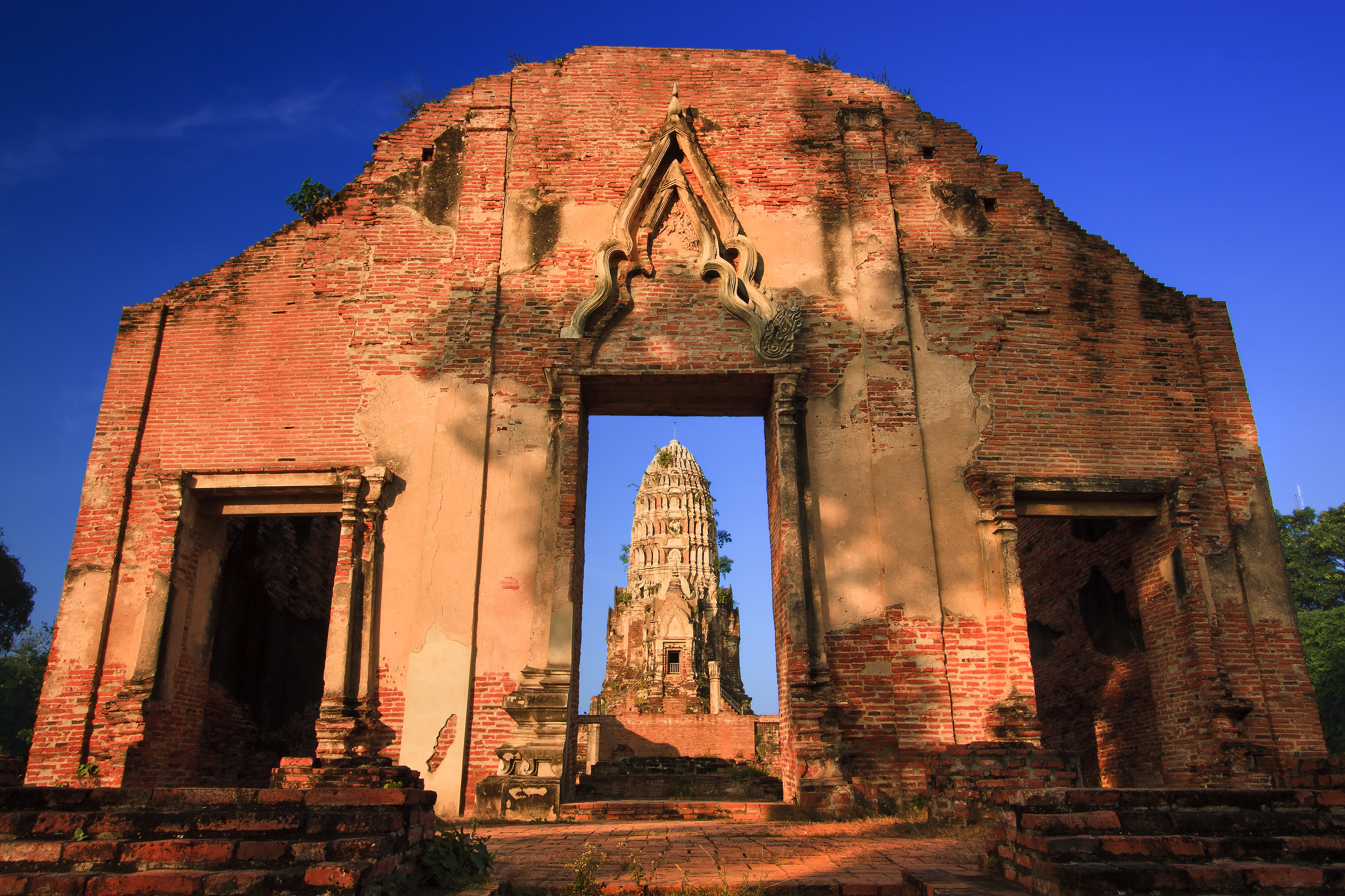
拉乍布拉那寺 （
[Wat Ratchaburana] 错误：{{Lang}}：语言标签：latn 无法识别（帮助））
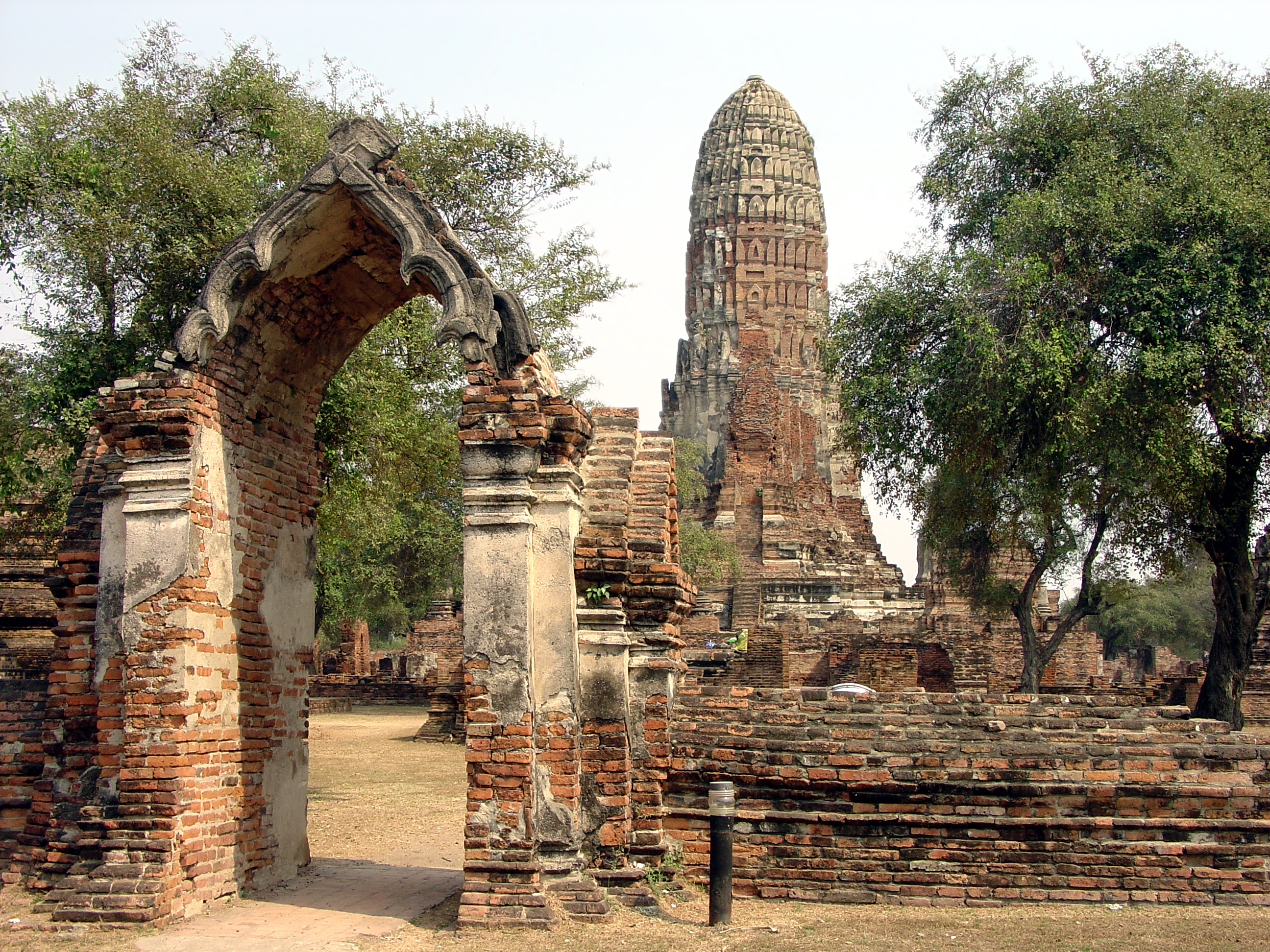
帕兰寺 （
[Wat Phra Ram] 错误：{{Lang}}：语言标签：latn 无法识别（帮助））
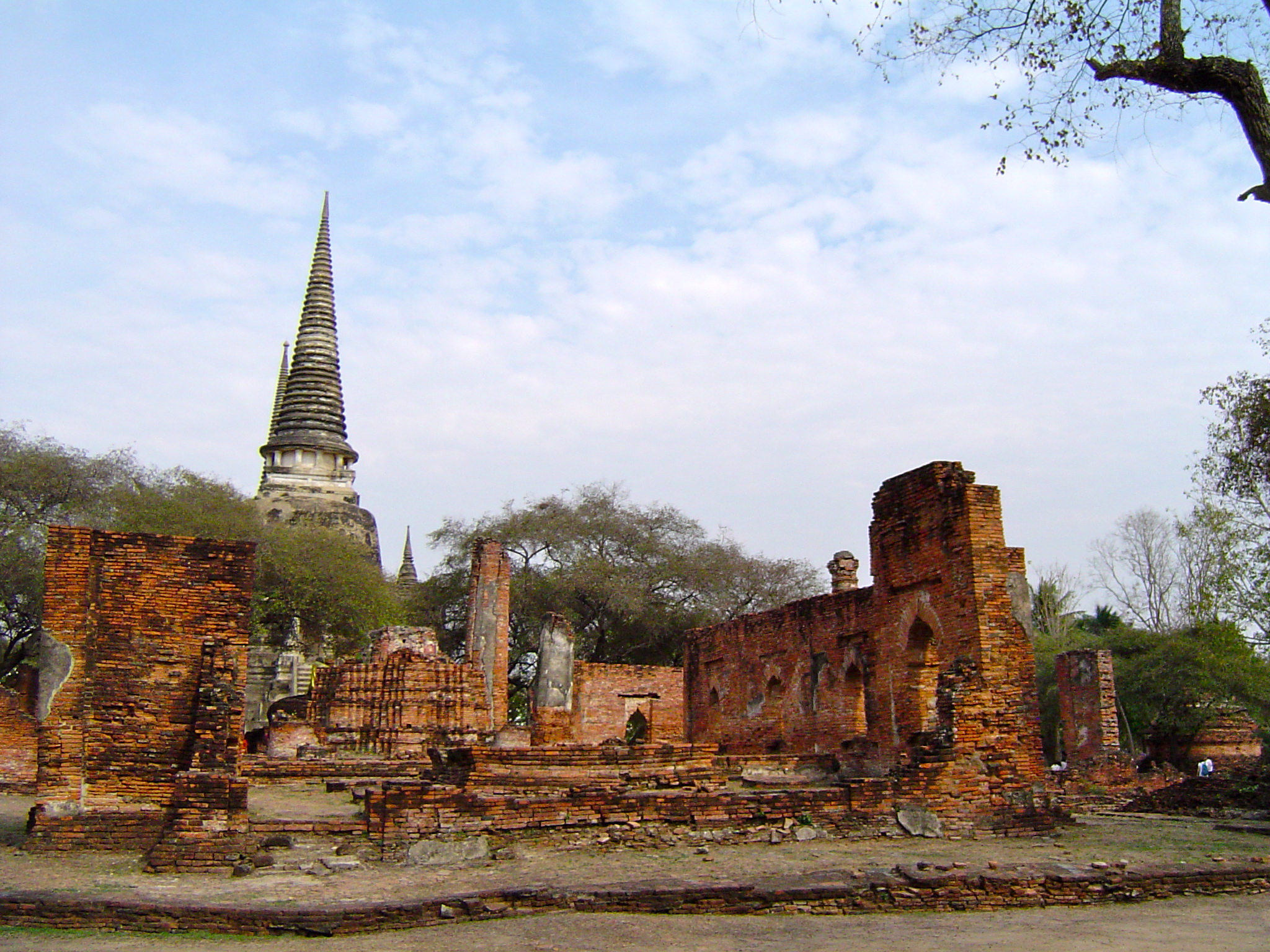
旧王宫
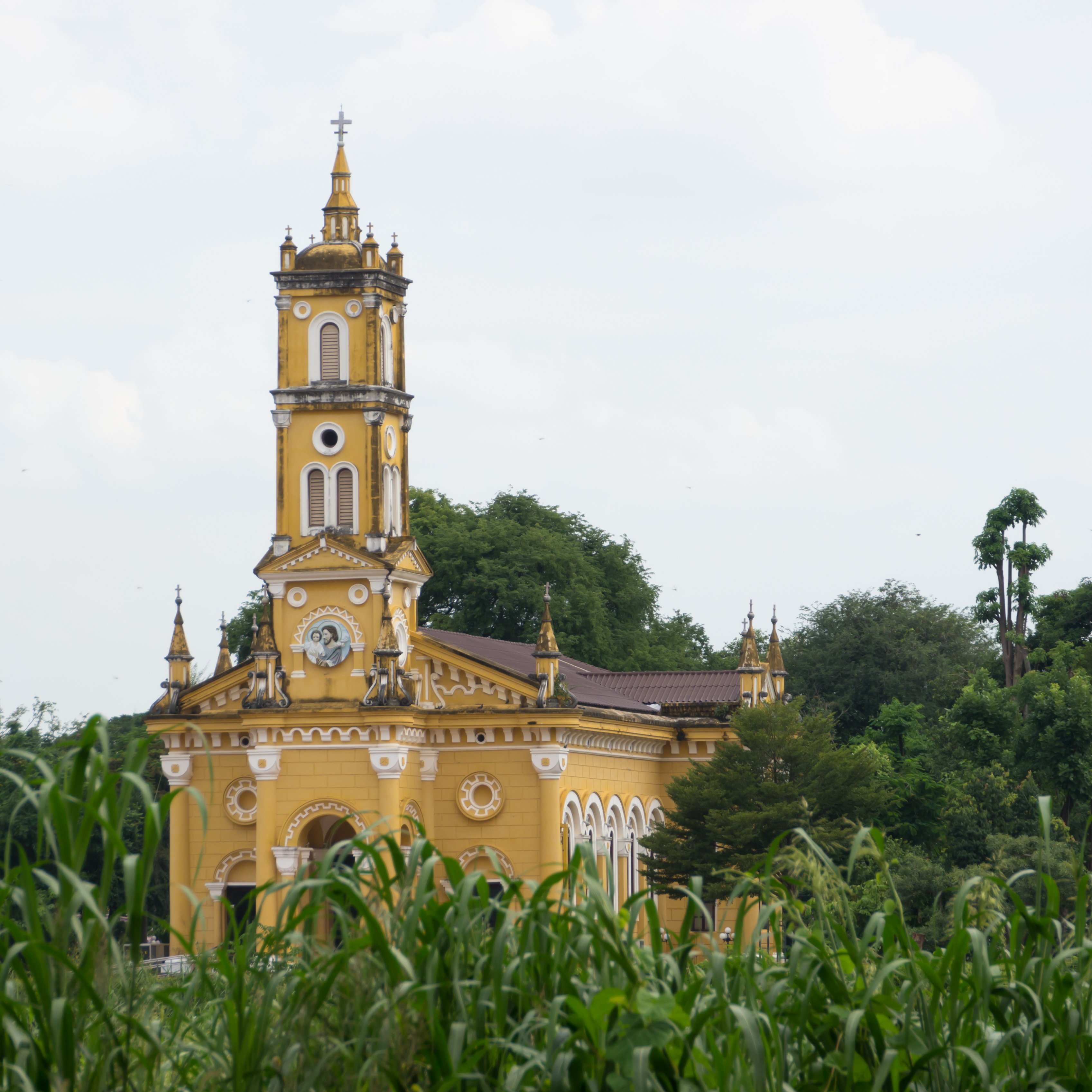
圣约瑟夫教堂
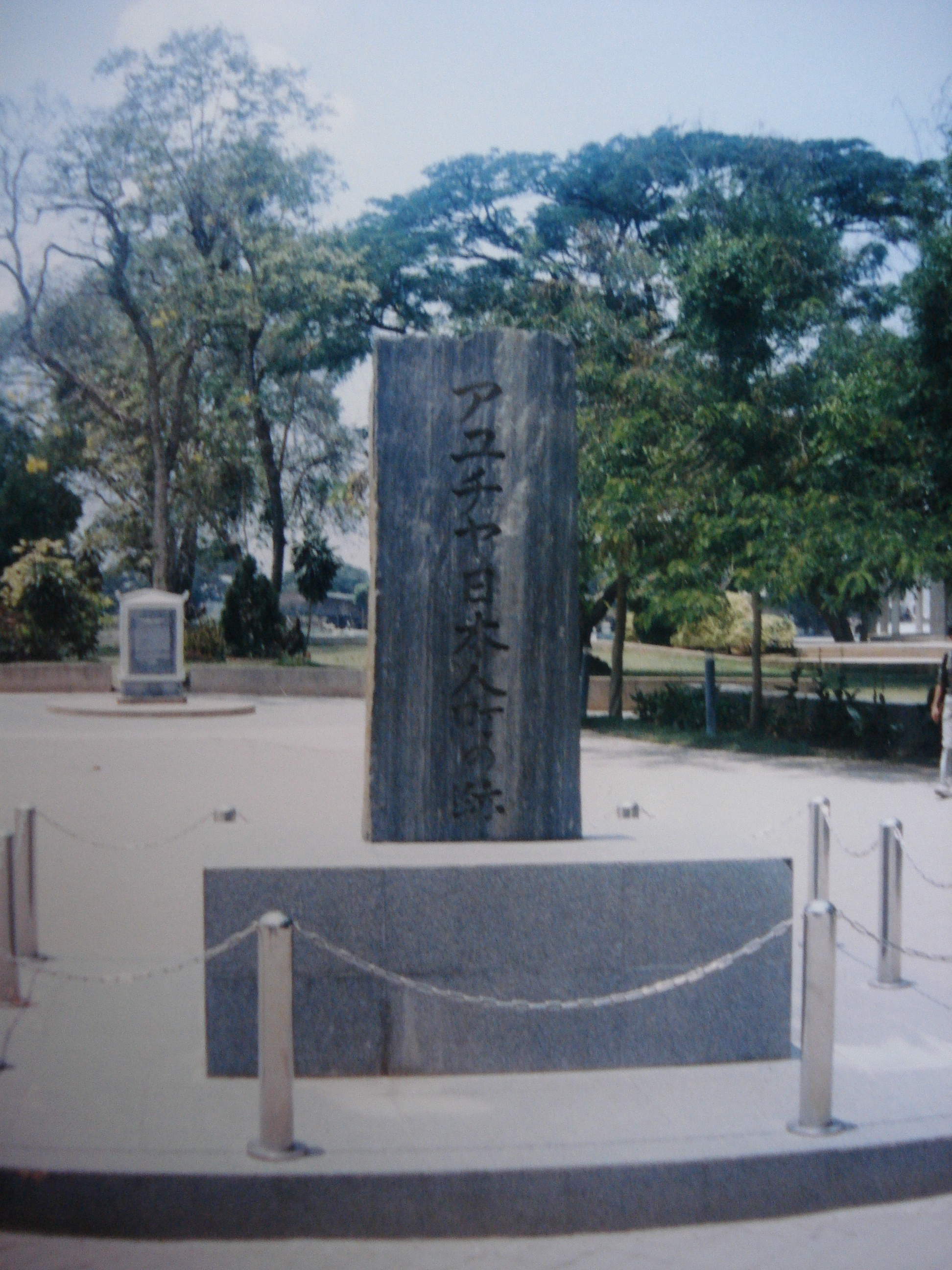
日本人村纪念碑
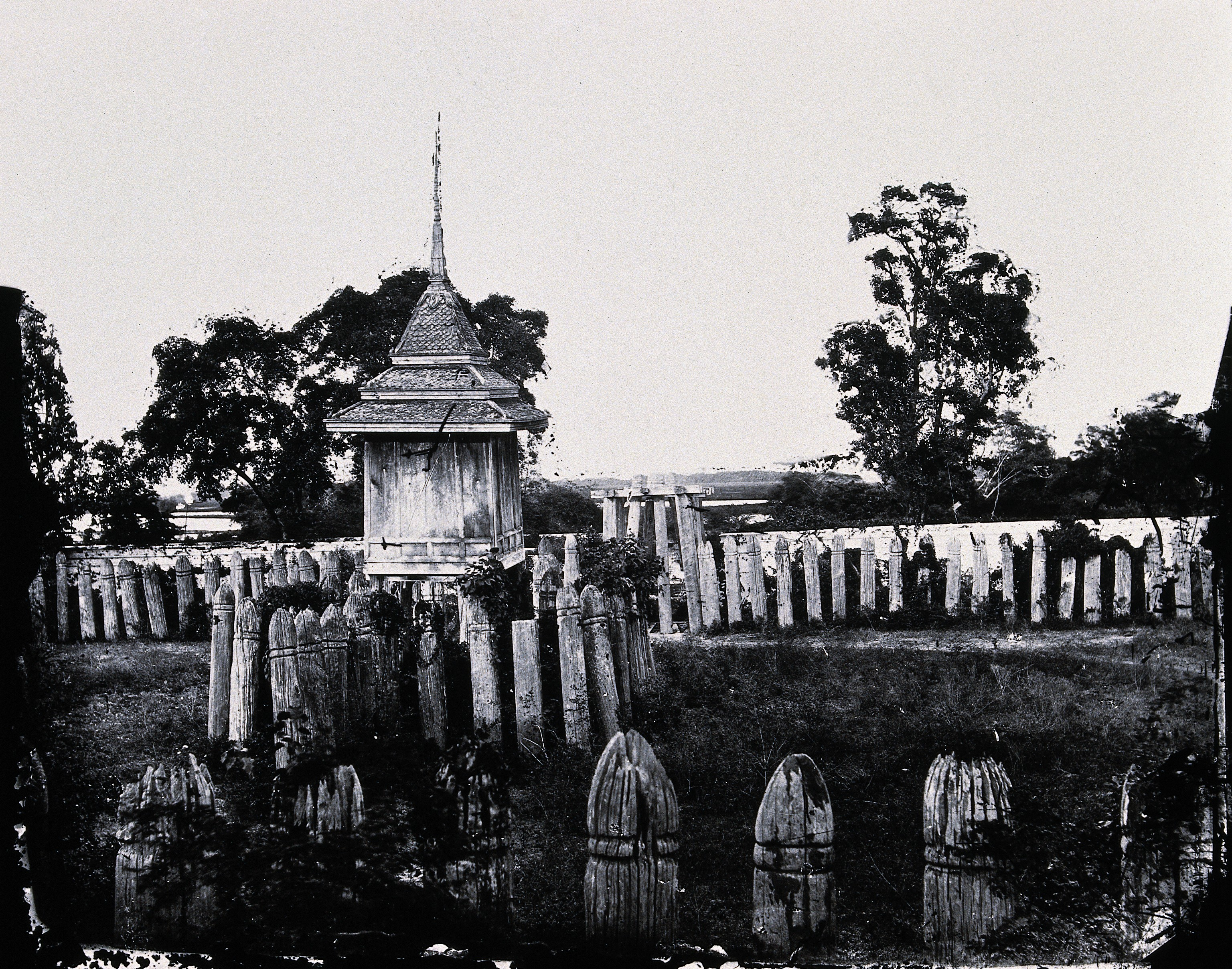
象栏遗址